# Cot Lamme
Cot Lamme is een bestuurslaag in het regentschap Aceh Besar van de provincie Atjeh, Indonesië. Cot Lamme telt 338 inwoners (volkstelling 2010).